# Keun
Keun is een bestuurslaag in het regentschap Timor Tengah Utara van de provincie Oost-Nusa Tenggara, Indonesië. Keun telt 864 inwoners (volkstelling 2010).